# Endasys julianus
Endasys julianus är en stekelart som beskrevs av Luhman 1990. Endasys julianus ingår i släktet Endasys och familjen brokparasitsteklar. Inga underarter finns listade i Catalogue of Life.